# Associazione Calcio Fiorentina 1987-1988
Questa voce raccoglie le informazioni riguardanti l'Associazione Calcio Fiorentina nelle competizioni ufficiali della stagione 1987-1988.

## Stagione
Nella stagione 1987-1988 ad allenare la formazione viola arriva a Firenze lo svedese Sven-Göran Eriksson in veste di direttore tecnico, coadiuvato dal tecnico Sergio Santarini; la squadra viene rinforzata dall'acquisto del libero svedese Glenn Hysén arrivato dall'IFK Göteborg, dalla punta Stefano Rebonato preso dal Pescara, dal difensore Ernesto Calisti giunto dalla Lazio e da Davide Pellegrini rientrato dal prestito al Pisa; è anche la prima stagione dei viola senza il capitano di tante battaglie Giancarlo Antognoni.
La Fiorentina ottiene l'ottava posizione al termine del campionato, con la maggior parte dei punti (21) accumulati in casa, solo (7) quelli raccolti in trasferta. Migliori marcatori di stagione l'argentino Ramón Díaz con 12 reti e Roberto Baggio con 9 reti.
Nella Coppa Italia la squadra viola si prende il secondo posto nel girone qualificatorio in precampionato, con 4 vittorie e una sconfitta, alle spalle del Napoli, qualificandosi per gli ottavi di finale, La strada della Fiorentina in Coppa in questa stagione si ferma lì, battuta dai summenzionati azzurri di Maradona nel doppio confronto.
Nel corso dell'annata, in dicembre la squadra deve scontare l'improvvisa morte del suo presidente Pier Cesare Baretti a causa di un incidente aereo; dal gennaio seguente gli succede Renzo Righetti.

## Rosa

Il giovane fantasista Roberto Baggio, alla sua prima stagione effettiva in maglia viola dopo un biennio di sventure fisiche, è la rivelazione del campionato con 9 reti.

| N. |                   | Ruolo | Calciatore                   |
| -- | ----------------- | ----- | ---------------------------- |
|    | Italia (bandiera) | P     | Paolo Conti                  |
|    | Italia (bandiera) | P     | Marco Landucci               |
|    | Italia (bandiera) | P     | Alessandro Misefori          |
|    | Italia (bandiera) | D     | Stefano Carobbi              |
|    | Italia (bandiera) | D     | Renzo Contratto              |
|    | Svezia (bandiera) | D     | Glenn Hysén                  |
|    | Italia (bandiera) | D     | Ernesto Calisti              |
|    | Italia (bandiera) | D     | Celeste Pin                  |
|    | Italia (bandiera) | D     | Andrea Rocchigiani           |
|    | Italia (bandiera) | D     | Massimo Paganin              |
|    | Italia (bandiera) | C     | Simone Sereni                |
|    | Italia (bandiera) | C     | Sergio Battistini (capitano) |

| N. |                      | Ruolo | Calciatore        |
| -- | -------------------- | ----- | ----------------- |
|    | Italia (bandiera)    | C     | Roberto Bosco     |
|    | Italia (bandiera)    | C     | Nicola Berti      |
|    | Italia (bandiera)    | C     | Roberto Onorati   |
|    | Italia (bandiera)    | C     | Michele Gelsi     |
|    | Italia (bandiera)    | C     | Alberto Di Chiara |
|    | Italia (bandiera)    | C     | Sandro Vignini    |
|    | Italia (bandiera)    | A     | Paolo Ciucchi     |
|    | Italia (bandiera)    | A     | Roberto Baggio    |
|    | Argentina (bandiera) | A     | Ramón Díaz        |
|    | Italia (bandiera)    | A     | Davide Pellegrini |
|    | Italia (bandiera)    | A     | Stefano Rebonato  |

## Risultati

### Serie A

#### Girone di andata
| Firenze 13 settembre 1987 1ª giornata | Fiorentina       | 0 – 0 referto | Verona | Stadio Comunale\| Arbitro: \| Paparesta (Bari) \| |
| Arbitro:                              | Paparesta (Bari) |               |        |                                                   |

| Arbitro: | D'Elia (Salerno) |

|  |           |                     |
|  | Marcatori | 76’ Diaz 78’ Baggio |

| Arbitro: | Sguizzato (Verona) |

|          |           |               |
| Diaz 36’ | Marcatori | 76’ E. Annoni |

| Empoli 4 ottobre 1987 4ª giornata | Empoli           | 0 – 0 referto | Fiorentina | Stadio Carlo Castellani\| Arbitro: \| Lanese (Messina) \| |
| Arbitro:                          | Lanese (Messina) |               |            |                                                           |

| Arbitro: | Pairetto (Torino) |

|                                    |           |               |
| Amodio 9’ (aut.) D. Pellegrini 38’ | Marcatori | 82’ Schachner |

| Arbitro: | Lombardo (Marsala) |

|                  |           |                   |
| Polster 22’, 67’ | Marcatori | 72’ (rig.) Baggio |

| Arbitro: | Longhi (Roma) |

|                                                  |           |  |
| Hysen 20’ D. Pellegrini 23’ Diaz 45’ Carobbi 71’ | Marcatori |  |

| Arbitro: | Amendolia (Messina) |

|                          |           |  |
| Di Bartolomei 60’ (rig.) | Marcatori |  |

| Arbitro: | D'Elia (Salerno) |

|                    |           |            |
| Paganin 33’ (aut.) | Marcatori | 37’ Cerezo |

| Arbitro: | Magni (Bergamo) |

|                               |           |            |
| Paciocco 19’ Davide Lucarelli | Marcatori | 42’ Baggio |

| Arbitro: | Agnolin (Bassano del Grappa) |

|          |           |                                  |
| Berti 6’ | Marcatori | 36’ (rig.) Passarella 84’ Ciocci |

| Arbitro: | Paparesta (Bari) |

|                                                           |           |  |
| P. Giovannelli 45’ (rig.), 64’ (rig.) W.J. Casagrande 58’ | Marcatori |  |

| Arbitro: | Lanese (Messina) |

|                      |           |  |
| Collovati 43’ (aut.) | Marcatori |  |

| Arbitro: | Baldas (Trieste) |

|                                          |           |  |
| Giordano 3’, 74’ Careca 33’ Maradona 35’ | Marcatori |  |

| Arbitro: | Casarin (Milano) |

|              |           |                 |
| Rebonato 58’ | Marcatori | 19’ De Agostini |

#### Girone di ritorno
| Arbitro: | Magni (Bergamo) |

|             |           |  |
| Pacione 23’ | Marcatori |  |

| Arbitro: | Paparesta (Bari) |

|                  |           |                      |
| A. Di Chiara 49’ | Marcatori | 74’ (rig.) F. Baresi |

| Arbitro: | Lombardo (Marsala) |

|                  |           |  |
| Corneliusson 70’ | Marcatori |  |

| Firenze 14 febbraio 1988 19ª giornata | Fiorentina                | 0 – 0 referto | Empoli | Stadio Comunale\| Arbitro: \| Pezzella (Frattamaggiore) \| |
| Arbitro:                              | Pezzella (Frattamaggiore) |               |        |                                                            |

| Arbitro: | Longhi (Roma) |

|                      |           |                   |
| Schachner 36’ (rig.) | Marcatori | 33’ D. Pellegrini |

| Arbitro: | Cornieti (Forlì) |

|                 |           |  |
| Diaz 80’ (rig.) | Marcatori |  |

| Arbitro: | Pezzella (Frattamaggiore) |

|              |           |                   |
| Gasperini 4’ | Marcatori | 88’ (rig.) Baggio |

| Arbitro: | Frigerio (Milano) |

|                                          |           |             |
| Battistini 13’ Diaz 16’ Leoni 33’ (aut.) | Marcatori | 47’ Lorenzo |

| Arbitro: | Sguizzato (Verona) |

|                   |           |  |
| Bonomi 57’ (rig.) | Marcatori |  |

| Firenze 10 aprile 1988 25ª giornata | Fiorentina                | 0 – 0 referto | Pisa | Stadio Comunale\| Arbitro: \| Pezzella (Frattamaggiore) \| |
| Arbitro:                            | Pezzella (Frattamaggiore) |               |      |                                                            |

| Arbitro: | Di Cola (Avezzano) |

|                                      |           |  |
| Minaudo 47’ Piraccini 84’ Ciocci 87’ | Marcatori |  |

| Arbitro: | Pairetto (Torino) |

|            |           |  |
| Baggio 19’ | Marcatori |  |

| Arbitro: | Felicani (Bologna) |

|                   |           |              |
| Giannini 32’, 39’ | Marcatori | 76’ Rebonato |

| Arbitro: | Longhi (Roma) |

|                               |           |            |
| A. Di Chiara 8’ Diaz 58’, 72’ | Marcatori | 90’ Renica |

| Arbitro: | Casarin (Milano) |

|                        |           |                             |
| De Agostini 78’ (rig.) | Marcatori | 31’ Baggio 75’ A. Di Chiara |

### Coppa Italia

#### Fase a gironi
| Arbitro: | Frigerio (Milano) |

|  |           |          |
|  | Marcatori | 74’ Díaz |

| Arbitro: | Coppetelli (Tivoli) |

|                            |           |  |
| Baggio 31’ (rig.) Díaz 77’ | Marcatori |  |

| Arbitro: | Longhi (Roma) |

|  |           |                         |
|  | Marcatori | 80’ Díaz 89’ Pellegrini |

| Arbitro: | Novi (Pisa) |

|                     |           |            |
| Baggio 21’ Díaz 23’ | Marcatori | 55’ Protti |

| Arbitro: | Lo Bello (Siracusa) |

|                                 |           |                   |
| Francini 5’ Maradona 53’ (rig.) | Marcatori | 30’ (rig.) Baggio |

#### Fase finale
| Arbitro: | Cornieti (Forlì) |

|                                |           |                                  |
| Maradona 18’ (rig.) Careca 57’ | Marcatori | 44’ Carobbi 52’ Onorati 80’ Díaz |

| Arbitro: | Lo Bello (Siracusa) |

|               |           |                               |
| Di Chiara 33’ | Marcatori | 50’, 81’ Carnevale 72’ Renica |

## Statistiche

### Statistiche dei giocatori
A completamento delle statistiche sono da considerare 4 autogol a favore dei viola in campionato. 
Sono in corsivo i calciatori che hanno lasciato la società a stagione in corso.
| Giocatore      | Serie A  | Serie A | Serie A     | Serie A    | Coppa Italia | Coppa Italia | Coppa Italia | Coppa Italia | Totale   | Totale | Totale      | Totale     |
| Giocatore      | Presenze | Reti    | Ammonizioni | Espulsioni | Presenze     | Reti         | Ammonizioni  | Espulsioni   | Presenze | Reti   | Ammonizioni | Espulsioni |
| -------------- | -------- | ------- | ----------- | ---------- | ------------ | ------------ | ------------ | ------------ | -------- | ------ | ----------- | ---------- |
| R. Baggio      | 27       | 6       | ?           | ?          | 7            | 3            | ?            | ?            | 34       | 9      | ?           | ?          |
| S. Battistini  | 20       | 1       | ?           | ?          | 7            | 0            | ?            | ?            | 27       | 1      | ?           | ?          |
| N. Berti       | 25       | 1       | ?           | ?          | 3            | 0            | ?            | ?            | 28       | 1      | ?           | ?          |
| R. Bosco       | 26       | 0       | ?           | ?          | 7            | 0            | ?            | ?            | 33       | 0      | ?           | ?          |
| E. Calisti     | 13       | 0       | ?           | ?          | 1            | 0            | ?            | ?            | 14       | 0      | ?           | ?          |
| S. Carobbi     | 28       | 1       | ?           | ?          | 4            | 1            | ?            | ?            | 32       | 2      | ?           | ?          |
| P. Conti       | 0        | -0      | ?           | ?          | 0            | -0           | ?            | ?            | 0        | -0     | ?           | ?          |
| R. Contratto   | 23       | 0       | ?           | ?          | 7            | 0            | ?            | ?            | 30       | 0      | ?           | ?          |
| P. Ciucchi     | 5        | 0       | ?           | ?          | 0            | 0            | ?            | ?            | 5        | 0      | ?           | ?          |
| A. Di Chiara   | 28       | 3       | ?           | ?          | 7            | 1            | ?            | ?            | 35       | 4      | ?           | ?          |
| R. Díaz        | 24       | 7       | ?           | ?          | 7            | 5            | ?            | ?            | 31       | 12     | ?           | ?          |
| M. Gelsi       | 5        | 0       | ?           | ?          | 5            | 0            | ?            | ?            | 10       | 0      | ?           | ?          |
| G. Hysén       | 30       | 1       | ?           | ?          | 6            | 0            | ?            | ?            | 36       | 1      | ?           | ?          |
| M. Landucci    | 30       | -33     | ?           | ?          | 7            | -8           | ?            | ?            | 37       | -41    | ?           | ?          |
| A. Misefori    | 0        | -0      | ?           | ?          | 0            | -0           | ?            | ?            | 0        | -0     | ?           | ?          |
| R. Onorati     | 26       | 0       | ?           | ?          | 7            | 1            | ?            | ?            | 33       | 1      | ?           | ?          |
| M. Paganin     | 0        | 0       | ?           | ?          | 0            | 0            | ?            | ?            | 0        | 0      | ?           | ?          |
| D. Pellegrini  | 25       | 3       | ?           | ?          | 6            | 1            | ?            | ?            | 31       | 4      | ?           | ?          |
| C. Pin         | 19       | 0       | ?           | ?          | 5            | 0            | ?            | ?            | 24       | 0      | ?           | ?          |
| S. Rebonato    | 17       | 2       | ?           | ?          | 1            | 0            | ?            | ?            | 18       | 2      | ?           | ?          |
| A. Rocchigiani | 0        | 0       | ?           | ?          | 0            | 0            | ?            | ?            | 0        | 0      | ?           | ?          |
| S. Sereni      | 2        | 0       | ?           | ?          | 0            | 0            | ?            | ?            | 2        | 0      | ?           | ?          |
| S. Vignini     | 0        | 0       | ?           | ?          | 0            | 0            | ?            | ?            | 0        | 0      | ?           | ?          |

## Giovanili

La rosa Primavera dei gigliati, vincitrice del Torneo di Viareggio per la settima volta nella storia.

### Organigramma
- Primavera[4]
  - Allenatore: Esposito
  - Preparatore atletico: Fiorini
  - Massaggiatore: Graniti

### Piazzamenti
- Primavera:
  - Campionato: ?
  - Coppa Italia: ?
  - Torneo di Viareggio: vincitore